# Spionen fra Mexico
Spionen fra Mexico er en amerikansk stumfilm fra 1918 af Arthur Rosson.

## Medvirkende
- Douglas Fairbanks som Headin' South
- Frank Campeau som Joe
- Katherine MacDonald
- Jim Mason
- Johnny Judd